# Campus numérique francophone
Pour les articles homonymes, voir CNF.
Un campus numérique francophone (CNF - marque déposée) est une implantation de l’Agence universitaire de la Francophonie auprès d'une des universités membres ou partenaires qui promeut les technologies de l'information et de la communication pour l'éducation en particulier et qui assure grâce à elles un service de qualité pour la communauté savante et universitaire. Cette appellation inclut aussi les centres d’accès à l’information (CAI), qui ont vocation à être progressivement remplacés par des campus assurant un service plus complet. Depuis les années 2010, à côté des campus numériques classiques, émergent des campus numériques partenaires (CNFp) qui conservent les mêmes missions mais dont la prise en charge matérielle est assurée par l'université d'accueil.

## Missions
Auprès des universités, le rôle d'un campus numérique est : 
- d'appuyer la coopération interuniversitaire ;
- d'appuyer la publication et aux manifestations scientifiques[pas clair] ;
- de soutenir la mobilité des étudiants et des enseignants-chercheurs ;
- d'aider au désenclavement numérique et scientifique des universités ;
- de participer au renforcement des écoles doctorales.

Le campus numérique francophone est ainsi un espace de veille, de transfert d'informations et de savoirs ayant trait à la vie universitaire, scientifique, culturelle et technique. Il se veut aussi un espace de rencontres autour de la Francophonie.

## Histoire
Depuis 1997, l’Association des Universités Partiellement ou Entièrement de Langue Française (AUPELF) préparent un projet d’Université Virtuelle Francophone (UVF). Le projet est officiellement lancé par le Senat français le 15 avril 1998. L'AUPELF se transforme en septembre 1999 en Agence universitaire de la Francophonie (AUF) et les nouveaux dirigeants rebaptisent les UVF en Campus Numérique Francophone (CNF). Les CNF vont former un reseau de centres de Technologies de l'information et de la communication. En 2000, les premiers CNF sont ouverts à Yaoundé (Cameroun) et Port-au-Prince (Haïti). Déjà en 2005, toutes les universités africaines possèdent un CNF. Celui de Dakar, aussi fondé en 2000, lié à l'Université Cheikh-Anta-Diop, est selon l'UNESCO le CNF le plus connu. 
Il existe, en 2003, 12 campus numériques francophones en 12 pays. En 2012, leur nombre est accru à 44 campus numériques francophones et 18 campus numériques partenaires répartis dans le monde entier. En 2015, ce nombre a progressé avec 36 CNF financés par la AUF et 39 CNF partenaires.
Depuis leur création, le rôle et les fonctions des CNF a fortement évolué. Mis en place dans les années 2000, alors que beaucoup d'universités en Afrique ou en Asie ne possédaient pas d'accès à internet, les CNF ont évolué sur de nouvelles missions dans un contexte où, partout dans le monde, l'accès à Internet s'est beaucoup démocratisé. Ainsi en Afrique, alors que ce dispositif servait essentiellement à donner un accès à Internet aux enseignants et chercheurs, il est devenu aujourd'hui central dans l'offre de formation à distance francophone pour les étudiants.
Depuis 2017, l'AUF crée aussi en partenariat des nouveaux CNF sous le nom de Campus numérique de l'espace universitaire francophone (CNEUF).

## Les CNF dans le monde en 2019
Les CNF sont repartis dans huit régions du monde :  
- en Afrique centrale et Grands Lacs, neuf CNF : au Burundi, au Cameroun, au Congo, au Gabon, en République centrafricaine, en République démocratique du Congo et au Tchad;
- en Afrique de l’Ouest, neuf CNF : au Bénin, au Burkina Faso, en Côte d’Ivoire, en Guinée, au Mali, en Mauritanie, au Niger, au Sénégal et au Togo, et trois CNF partenaires (CNFp) : au Burkina Faso, Côte d’Ivoire et au Sénégal ;
- au Maghreb, trois CNF : en Algérie, au Maroc et en Tunisie ;
- au Moyen-Orient, quatre CNF :  au Liban, en Égypte et en Syrie ; et un CNF partenaire (CNFp) à Djibouti ;
- dans l’océan Indien deux CNF : en Madagascar et en Maurice ; et trois CNF partenaires : à Madagascar, au Kenya et au Mozambique.
- dans la Caraïbe, un CNF : en Haïti ;
- en Asie-Pacifique, quatre CNF : au Cambodge, au Laos, au Vietnam et au Vanuatu ; et en plus 16 Espaces Numériques Francophones partenaires (ENFp) dans l'archipel du Vanuatu.
- en Europe centrale et orientale, trois CNF : en Albanie, en Arménie et en Géorgie ;

## Quelques campus numériques francophones

### Campus numérique francophone d'Antananarivo
Le Centre SYFED (Système Francophone d’Édition et de Diffusion) d'Antananarivo, créé en 1991, devient en 2003 Campus numérique francophone Océan indien (CNFOI), et déménage dans les locaux du Centre d’Information et de Documentation Scientifique et Technique (CIDST) à Tsimbazaza. En décembre 2010, un nouveau partenariat a été établi avec l'Université d'Antananarivo et le CNF d'Antananarivo, aussi dénommé CNF Tana, est alors déplacé au Campus universitaire d'Ambohitsaina.
Trois campus numériques francophones partenaires sont rattachés au CNF Tana :
CNF Partenaire d'Antsiranana (Madagascar)
CNF Partenaire de Fianarantsoa, (Madagascar)
CNF Partenaire de Maputo, (Mozambique).

### Campus numérique francophone de Bujumbura

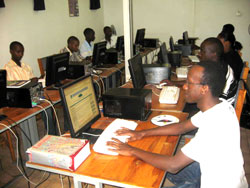
La salle d'autoformation CNF Bujumbura

Ouvert en juin 1999, le CAI de Bujumbura a évolué en CNF deux ans plus tard. Opérationnel depuis le 25 février 2002, le CNF de Bujumbura est installé dans les locaux mis à disposition par l'université du Burundi et dispose en 2013 d'un équipement informatique de 53 ordinateurs connecté à l’internet. Une salle est réservée aux étudiants FOAD (formation ouverte et à distance). 

### Campus numérique francophone partenaire de Ngozi
Le CNFP de Ngozi a été inauguré le 1er février 2011.
Ce campus, installé au sein de l'université de Ngozi, fait le relais des actions de l'AUF au nord du Burundi. Ce petit CNF met à disposition des étudiants 17 ordinateurs avec périphériques bureautiques (scanner, imprimante, photocopieuse) en réseau et une connexion internet.

### Campus numérique francophone partenaire de Bukavu

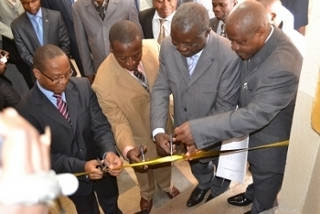
Inauguration CNFP Bukavu

Le CNF partenaire de Bukavu a été inauguré le 4 octobre 2012. Il est un des trois CNF partenaires en République démocratique du Congo lié au CNF de Kinshasha. 
Hébergé par l'ISP, il fait le relais des actions de l'AUF dans le Sud-Kivu. Ce campus vient désenclaver le Sud-Kivu et se veut être une référence de capacitation du public universitaire du Kivu.À son ouverture, il dispose de cinquante ordinateurs et périphériques bureautiques en réseau et une connexion Internet.

### Campus numérique francophone de Kinshasa

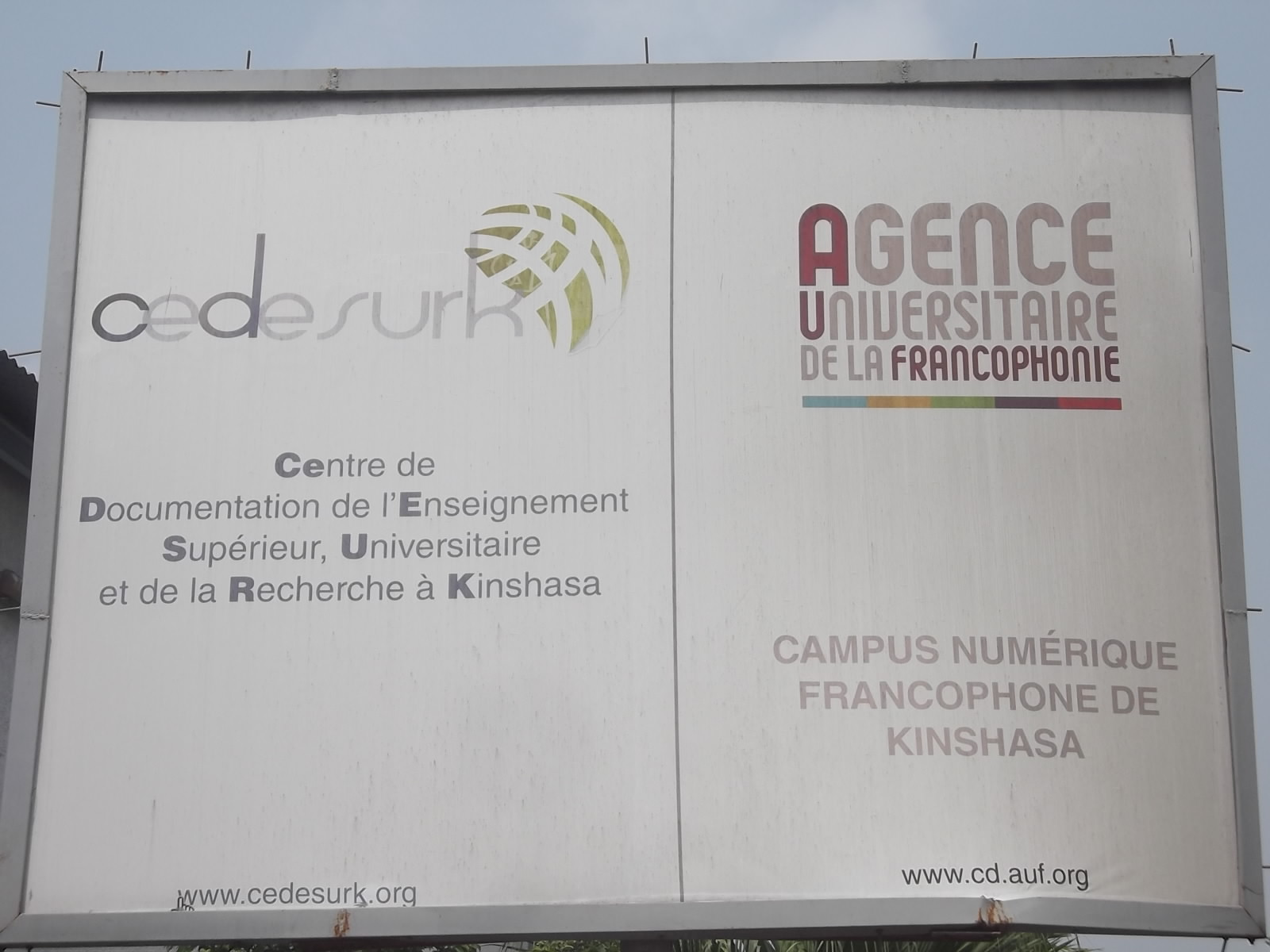
Panneau AUF-CEDESURK

Le Campus numérique francophone de Kinshasa a ouvert ses portes au public le 2 juin 2003. Il est installé au cœur du Centre de documentation de l'enseignement supérieur, universitaire et de recherche de Kinshasa (CEDESURK), regroupant comme membres l'ensemble des institutions universitaires de Kinshasa.
Le CNF de Kinshasa, comme tous les autres CNF de l'Agence universitaire de la Francophonie à travers le monde, sert de structure d'appui pour s'informer sur les formations ouvertes et à distance (FOAD), déposer les candidatures, accéder aux enseignements via l'internet et organiser les examens et les soutenances des mémoires de ces différentes formations.

### Campus numérique francophone de Libreville

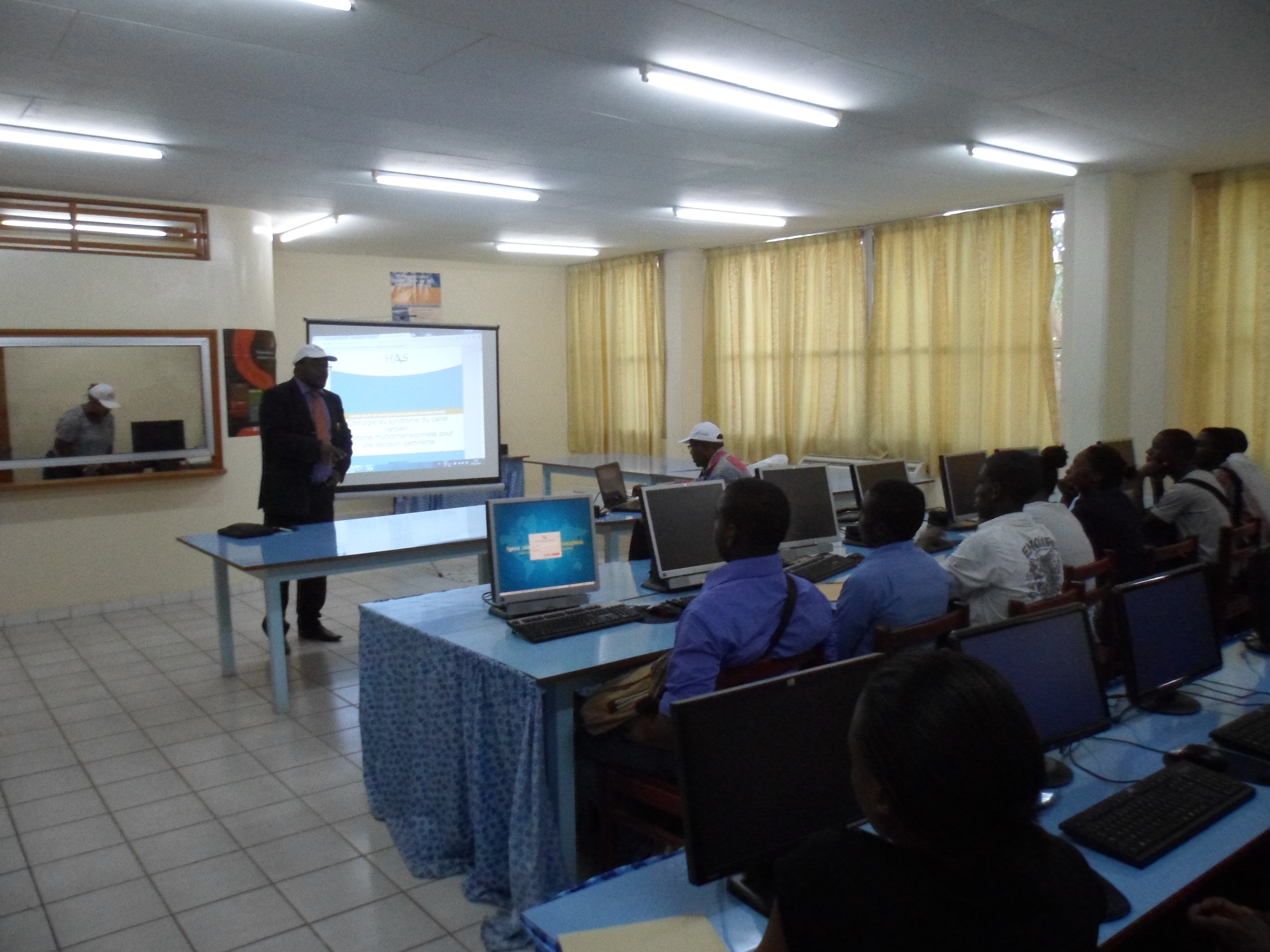
Formation au CNF de Libreville

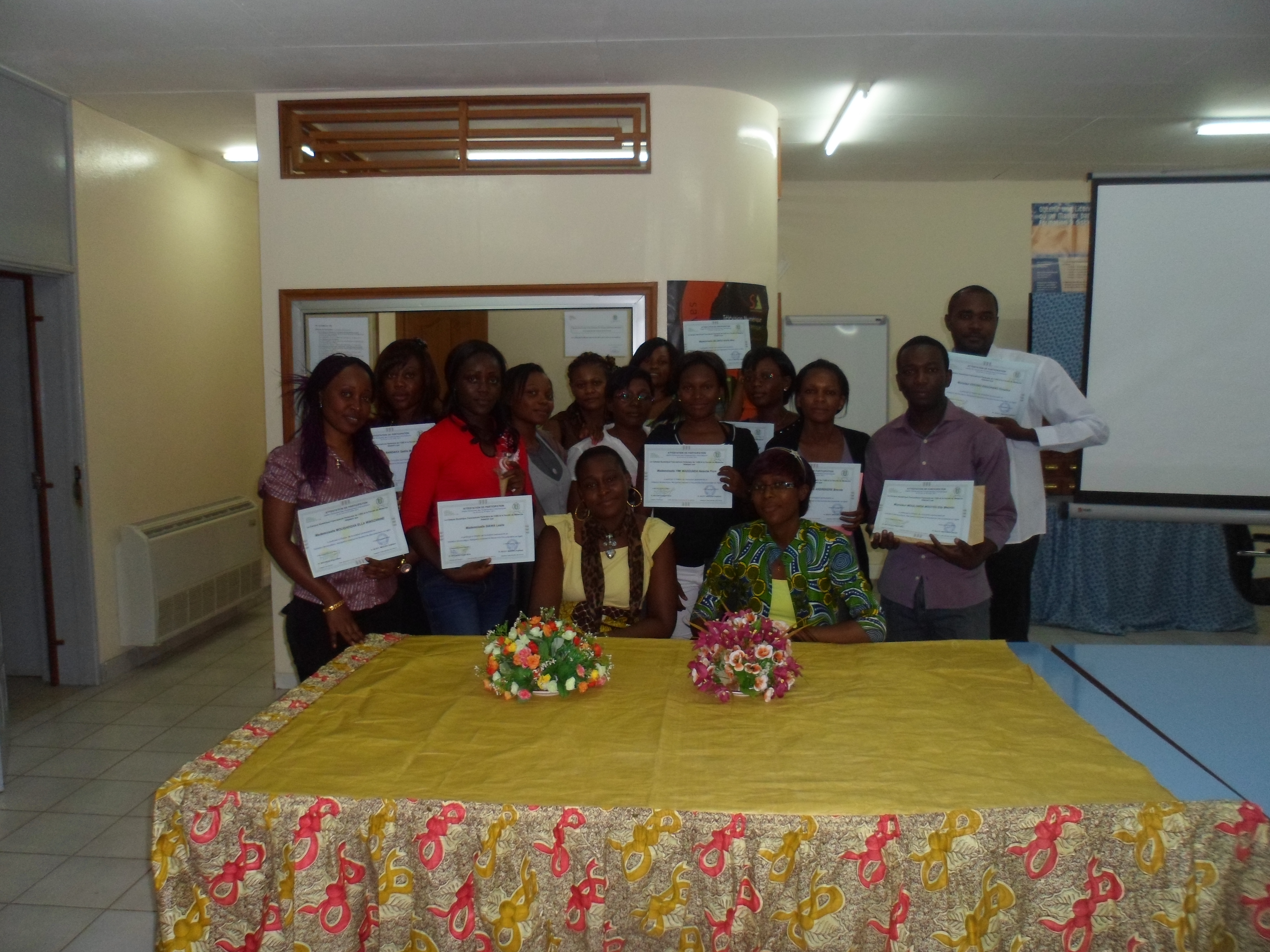
Remise d'attestations aux impétrants au CNF de Libreville

Le Campus numérique francophone de Libreville a été inauguré le 19 mars 2003 en présence de la rectrice de l'AUF Michèle Gendreau-Massaloux. Ce centre est hébergé au sein de l'université Omar Bongo (UOB).

### Campus numérique francophone de Ngaoundéré

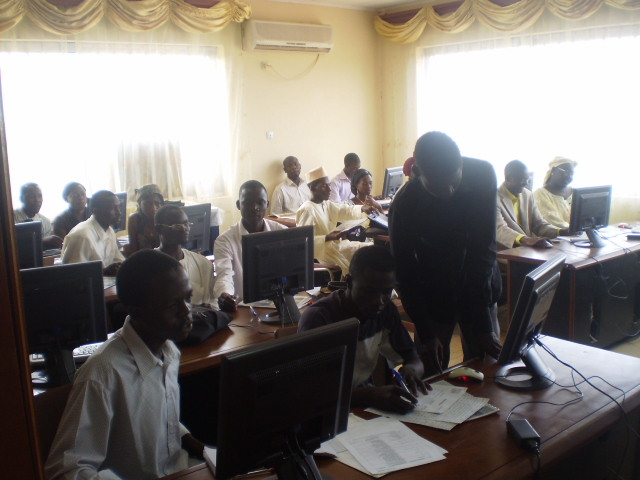
CNF de Ngaoundéré

Ngaoundéré est situé dans la partie septentrionale du Cameroun et est doté depuis 1993 d'une université qui porte le nom de la ville. Le partenariat entre cette université et l'AUF a permis de créer un Campus numérique Francophone de plein exercice qui a été inauguré le 6 août 2010 par les professeurs Amvam Zollo, recteur de l'université et Jean-Gratien Zanouvi, alors directeur régional Afrique centrale et Grands Lacs. 
Depuis lors, le CNF de Ngaoundéré offre à la communauté universitaire et à toutes les populations de la région de nombreux services dont un grand nombre sont liés à l'usage des TIC. Le CNF est dirigé par Apollinaire Batouré-Bamana et est logé au sein de l'université, dans le bâtiment abritant le centre de développement des TIC de l'université. Le CNF de Ngaoundéré couvre également l'université de Maroua.
En 2018 le CNF, en coöpération avec l'Université de Ngaoundéré, a lancé le projet SaheLab, qui a vocation de préparer les étudiants à l'entrepreneuriat.

### Campus numérique francophone de N'Djaména
Les infrastructures du Campus numérique francophone de N'Djaména comprennent :
- une salle de visioconférence et de réunion ;
- une salle de formation ;
- une salle de lecture avec accès à internet.

### Espace numérique francophone de Douala
L'Espace numérique francophone de Douala (ENF-Douala) a été inauguré le 30 avril 2013 en présence de l'ambassadeur de France au Cameroun Bruno Gain, du ministre de l'Emploi et de la Formation professionnelle Zacharie Pérévet, du directeur régional du BACGL pour l'AUF, le Professeur Alain Ondoua, de l'Inspectrice générale, représentante personnelle du ministre de l'Enseignement supérieur, et la directrice de l'antenne de Douala de l'Institut français du Cameroun, Aïda Sy.

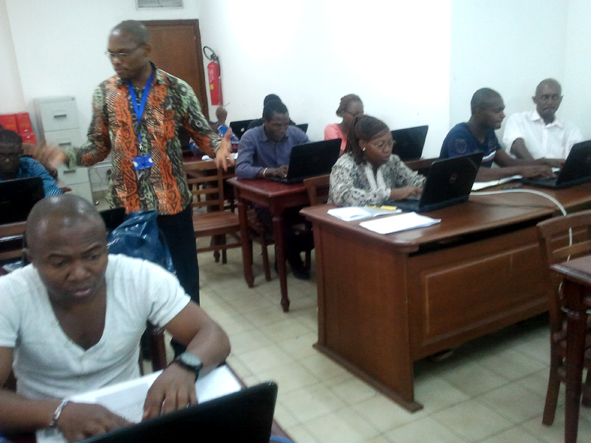
Atelier formation wikipedia à l'ENF de Douala.

L'ENF-Douala est logé au sein de l'antenne de l'Institut français du Cameroun, boulevard de la liberté à Akwa. Il dispose d'une quarantaine de postes de travail pour ses usagers, d'une bibliothèque et d'un matériel de télé-conférence de haute qualité.
L'Espace numérique francophone de Douala est le fruit d'un partenariat entre l'Agence universitaire de la Francophonie, l'Université de Douala et l'Institut français du Cameroun. Il a le statut d'un Campus numérique partenaire.
Comme tous les autres Campus numériques partenaire, l'ENF de Douala est une implantation de l'AUF et est au service de la communauté universitaire ; cependant, il n'est pas logé au sein d'un campus universitaire, d’où l’appellation ENF.

### Espace numérique francophone de Brazzaville

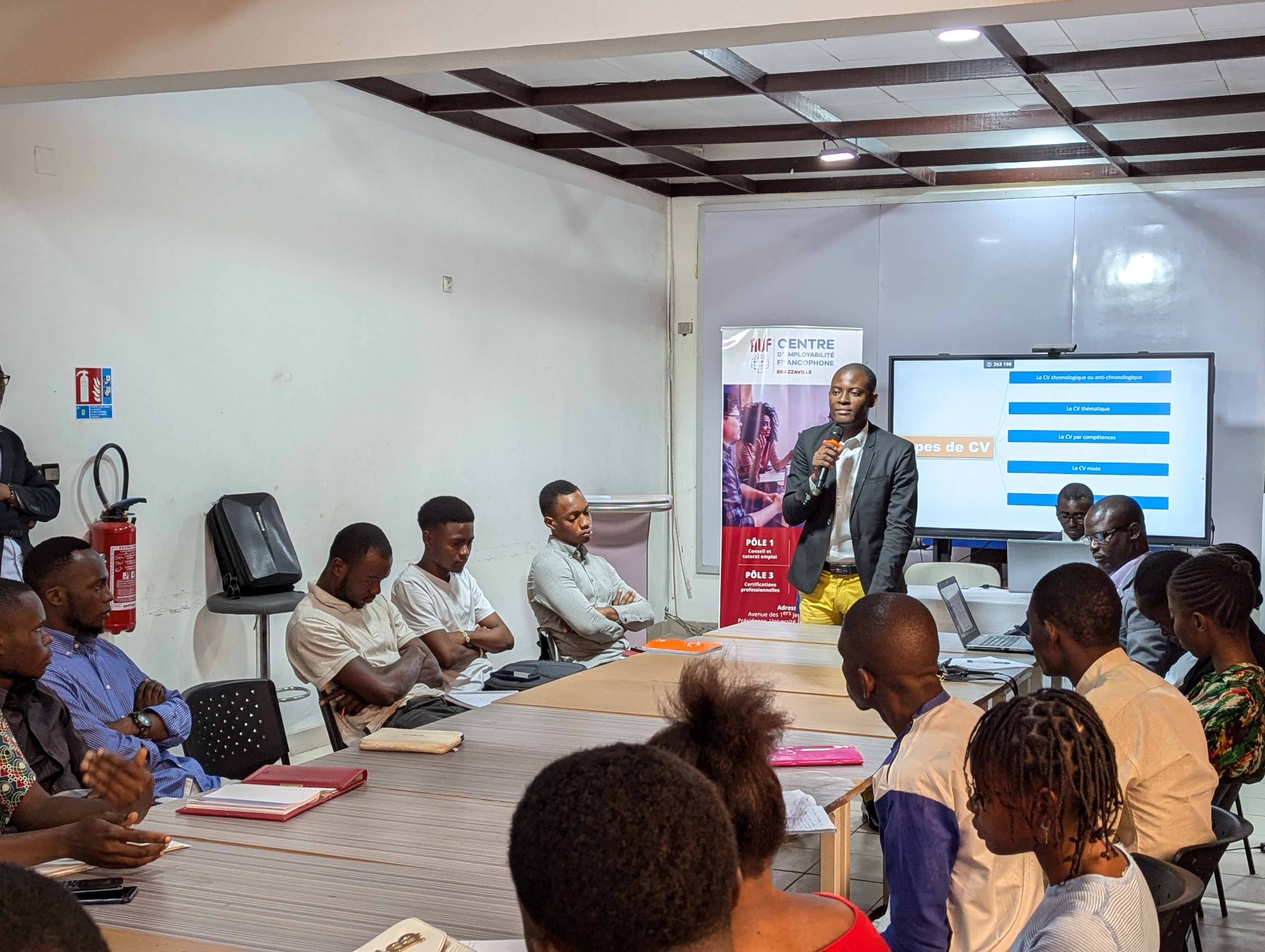
Agence Universitaire de la francophonie

Le Campus numérique francophone de l'Agence universitaire de la Francophonie, à Brazzaville (République du Congo), appelé CNFBrazza, a été inauguré par Henri Ossébi, Ministre de l’Enseignement supérieur et universitaire et Michèle Gendreau-Massaloux, Recteur de l’AUF, le 7 mars 2006. Il est implanté au sein de l’Université Marien Ngouabi. Elle est dirigée par le Professeur Edouard Ngamountsika.

### Articles Connexes
- Francophonie
- Base de données lexicographiques panfrancophone
- Campus numérique francophone de Cotonou
- Campus numérique francophone de Dakar
- Campus numérique de Brazzaville
- Technologies de l'information et de la communication